# Myornis senilis
Myornis senilis là một loài chim trong họ Rhinocryptidae.